# Selaginella martensii
Selaginella martensii là một loài dương xỉ trong họ Selaginellaceae. Loài này được Spring mô tả khoa học đầu tiên năm 1849.

## Hình ảnh

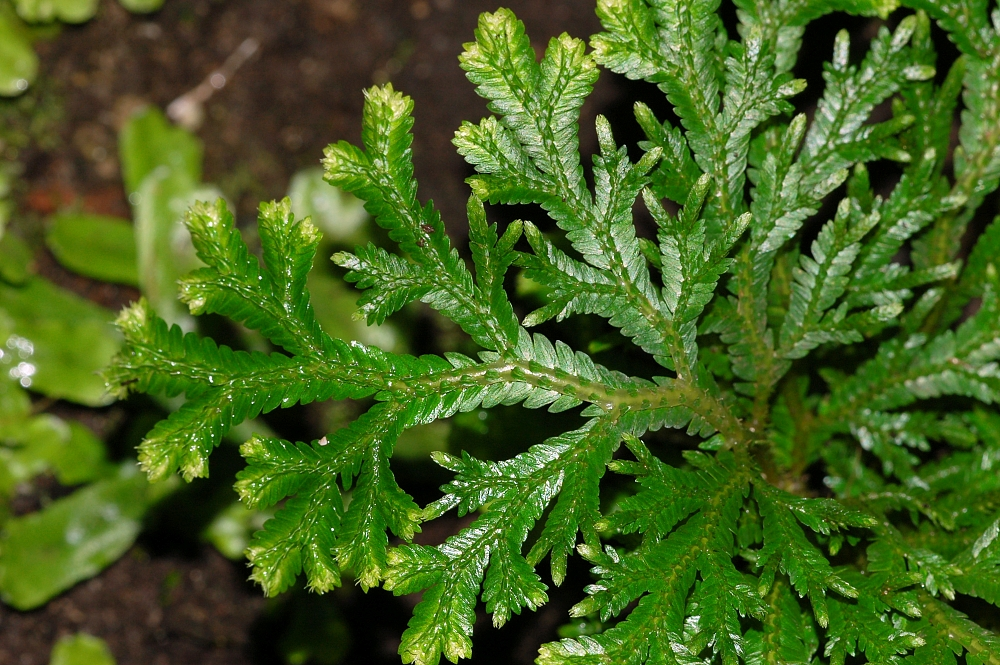
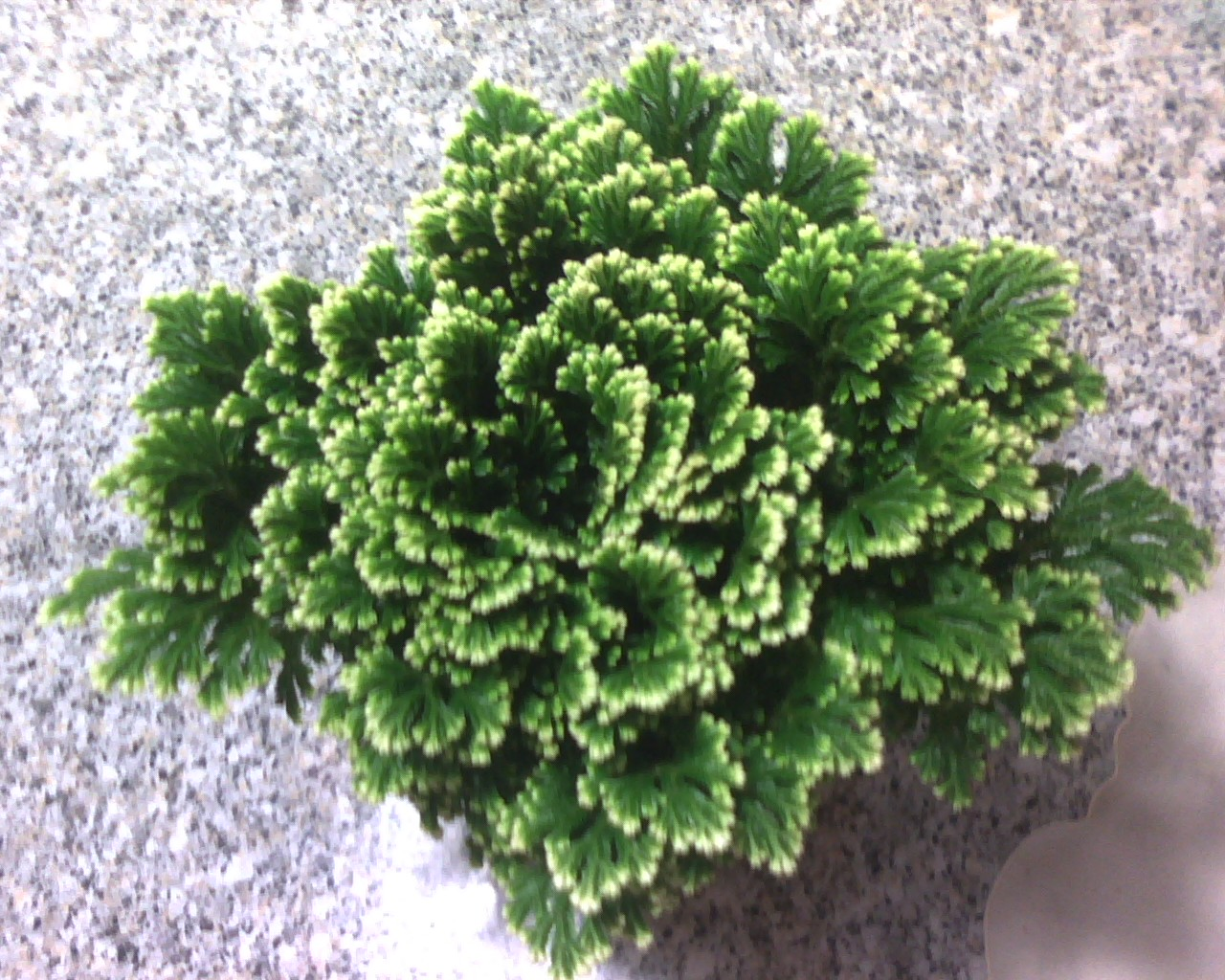
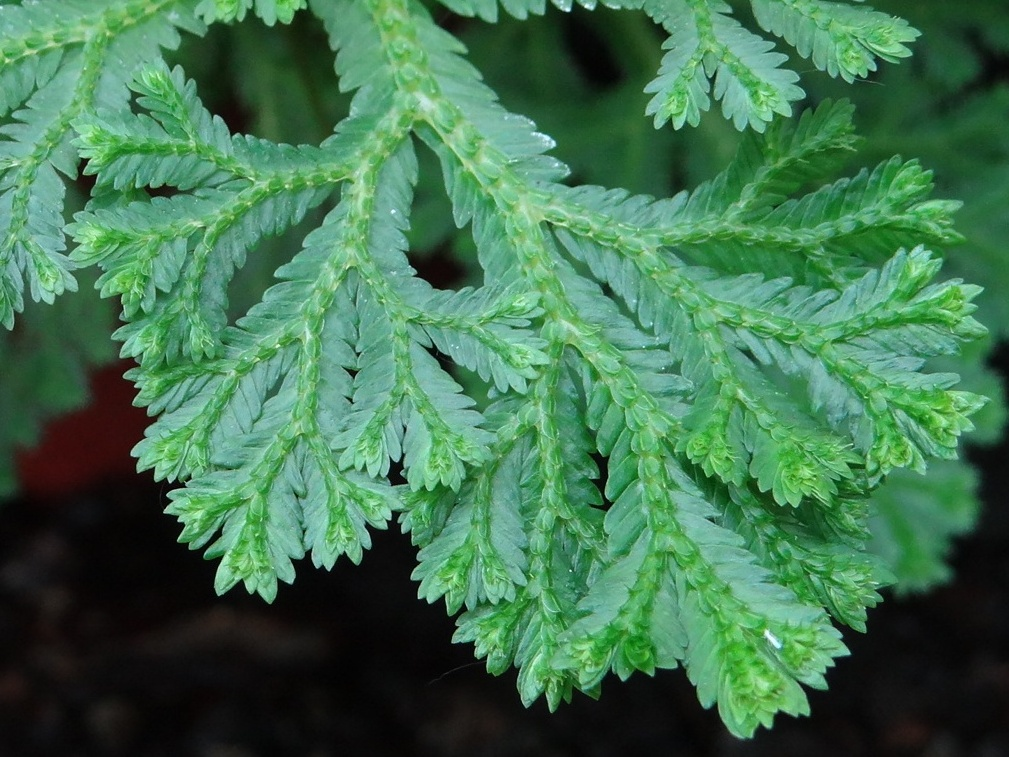
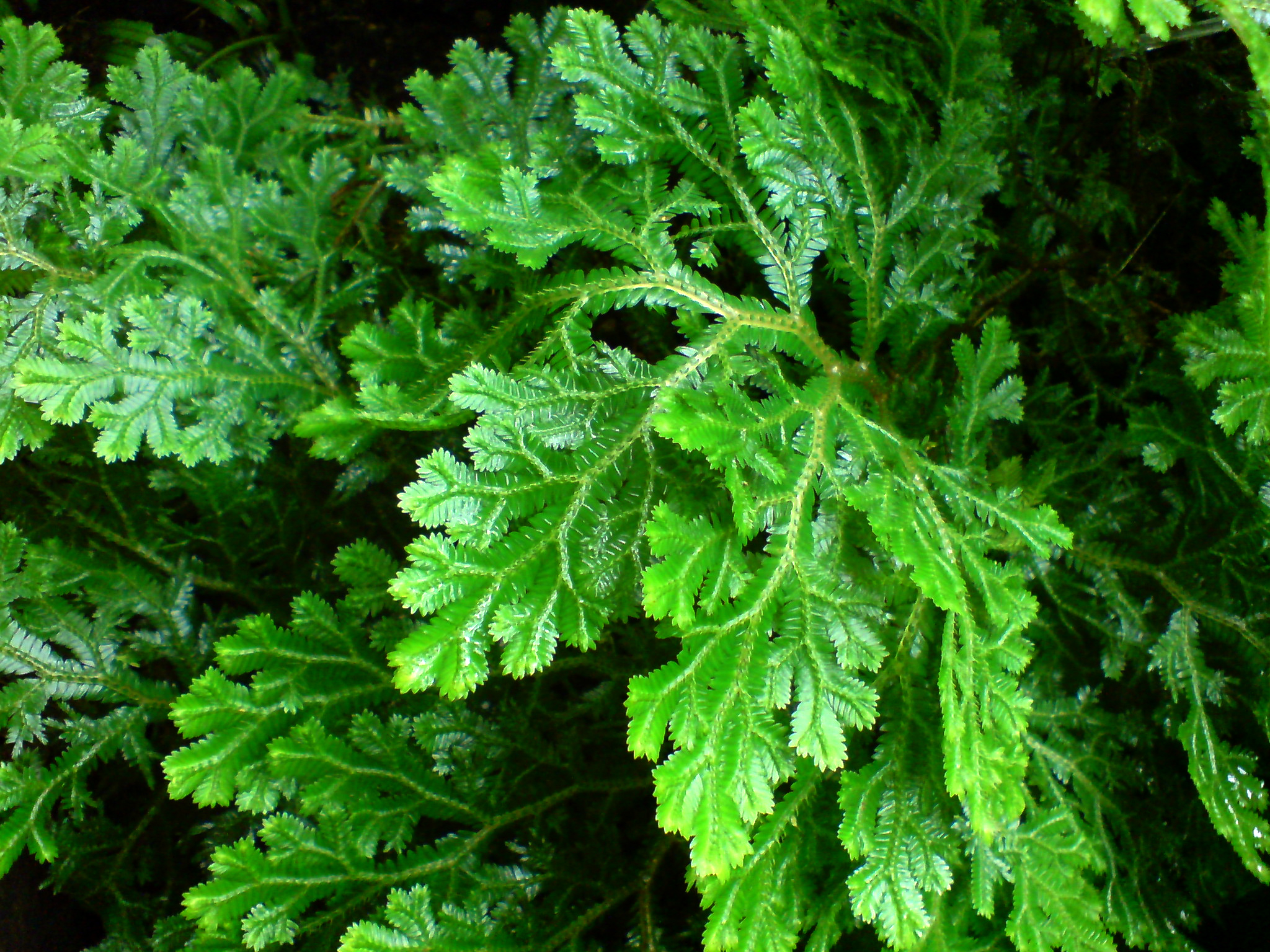